# Лукое
Лукое — озеро на северо-западе Тверской области, расположенное на территории Андреапольского района. Принадлежит бассейну Невы.
Расположено в северной части Андреапольского района, в 2 километрах к юго-западу от посёлка Бологово. Озеро имеет сложную форму; длина более 1 километра, ширина до 0,8 километра. Площадь водного зеркала — 0,5 км². Протяжённость береговой линии составляет 3,6 км.
Через Лукое протекает река Бологая, вытекающая из озера Бологово и впадающая в Сермяженку. Окружено лесами. На расстоянии 200 метров от западного берега проходит автодорога Бологово — Пожня.
Населённых пунктов на берегу озера нет.